# Какре, Максанс
Макса́нс Какре́ (фр. Maxence Caqueret; 15 февраля 2000) — французский футболист, полузащитник клуба «Комо».

## Клубная карьера
Уроженец Венисьё, Лионская метрополия, Какре начал футбольную карьеру в местных молодёжных командах «Корба» и «Шапонне Маренн». С 2011 года выступал в футбольной академии «Олимпик Лион». 5 января 2019 года дебютировал в основном составе «Лиона» в матче Кубка Франции против клуба «Бурж 18». Провёл на поле 72 минуты, после чего его заменил Уссем Ауар. 30 ноября 2019 года Максанс дебютировал во французской Лиге 1, выйдя в стартовом составе в матче против «Страсбура».

## Карьера в сборной
Выступал за сборные Франции до 16, до 17, до 18, до 19, до 20 лет и до 21 года.